# The Curse (musikalbum)
The Curse är ett musikalbum av Atreyu. Det släpptes 2004.

## Låtlista
1. Blood Children - 1:14
2. Bleeding Mascara - 2:26
3. Right Side Of The Bed - 3:42
4. This Flesh A Tomb - 3:59
5. You Eclipsed By Me - 3:58
6. The Crimson - 4:01
7. The Remembrance Ballad - 4:27
8. An Interlude - 4:09
9. Corseting - 2:10
10. Demonology And Heartache - 3:42
11. My Sanity On The Funeral Pyre - 3:40
12. Nevadas Grace - 3:48
13. Five Vicodin Chased With A Shot Of Clarity 4:24
14. Possessed - 2:56